# Щелье (Архангельская область)
Щелье — деревня в Красноборском районе Архангельской области. Входит в состав Верхнеуфтюгского сельского поселения.

## География
Находится в юго-восточной части Архангельской области на расстоянии приблизительно 2 км на юго-запад по прямой от административного центра поселения деревни Верхняя Уфтюга на левобережье реки Уфтюга.

## История
Упоминалась ещё в 1670 году. В 1859 году здесь (деревня Сольвычегодского уезда Вологодской губернии) было учтено 12 дворов.

## Население
Численность населения: 62 человека (1859 год), 15 (русские 100 %) в 2002 году, 4 в 2010.